# Endomychus micrus
Endomychus micrus es una especie de coleóptero de la familia Endomychidae.

## Distribución geográfica
Habita en Pakistán.